# Heinrich Waderé

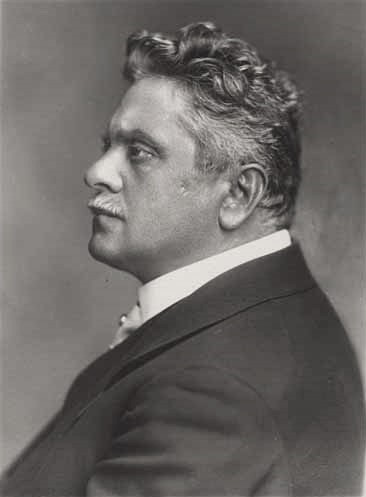
Heinrich Waderé (Fotografie von Theodor Hilsdorf)

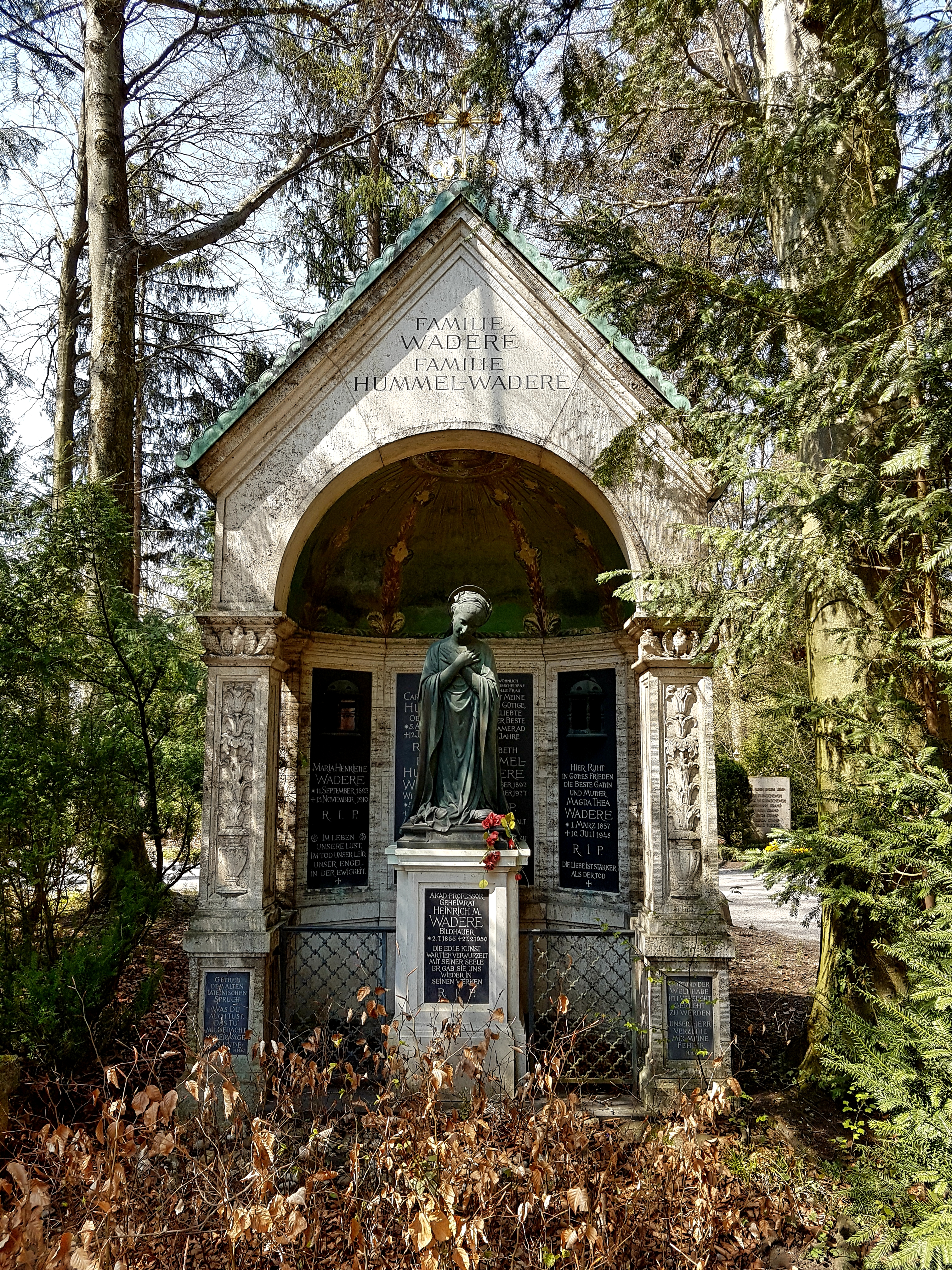
Grab der Familie Heinrich Waderé mit Bronze Rosa Mystica, Waldfriedhof

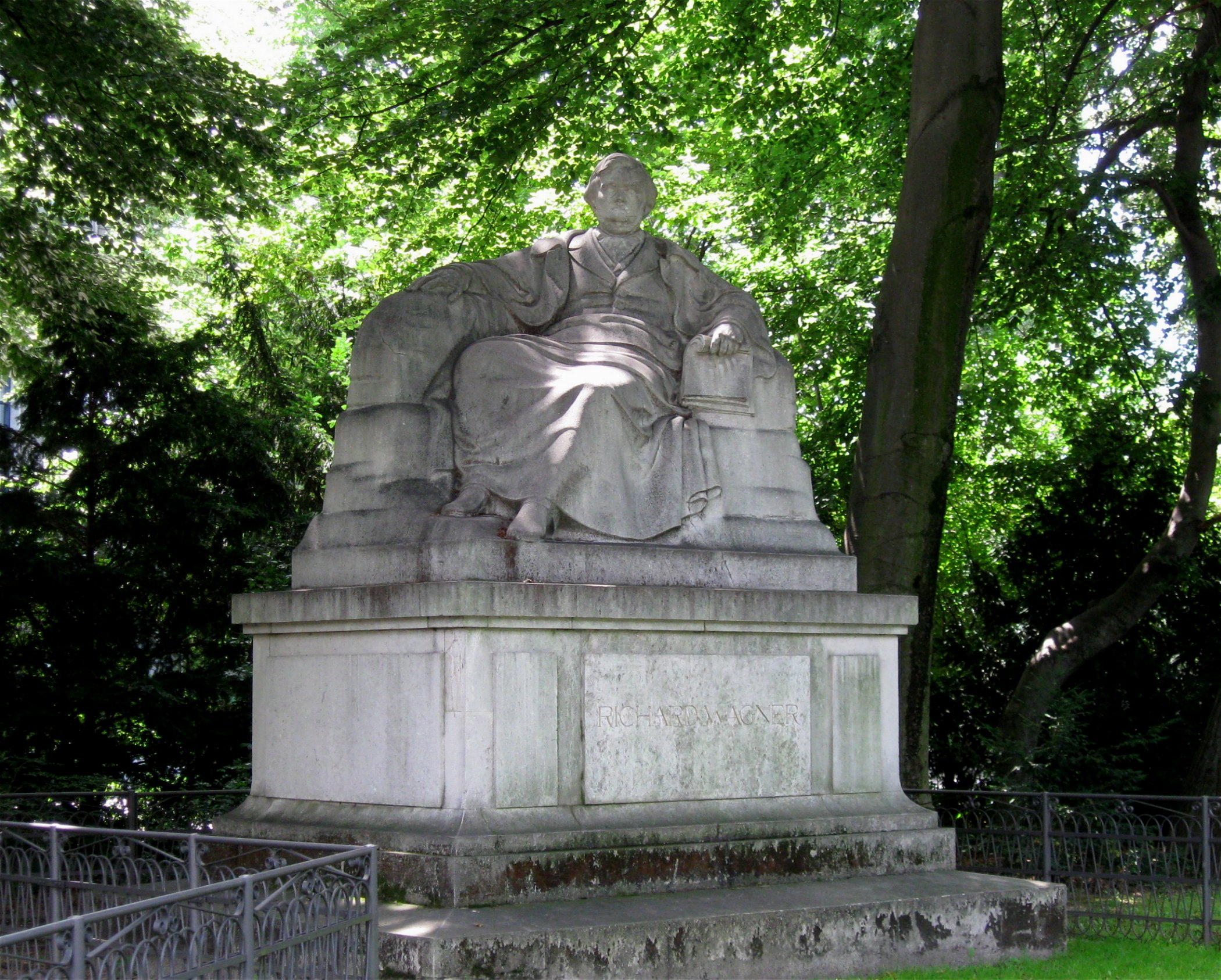
Denkmal für Richard Wagner, 1913

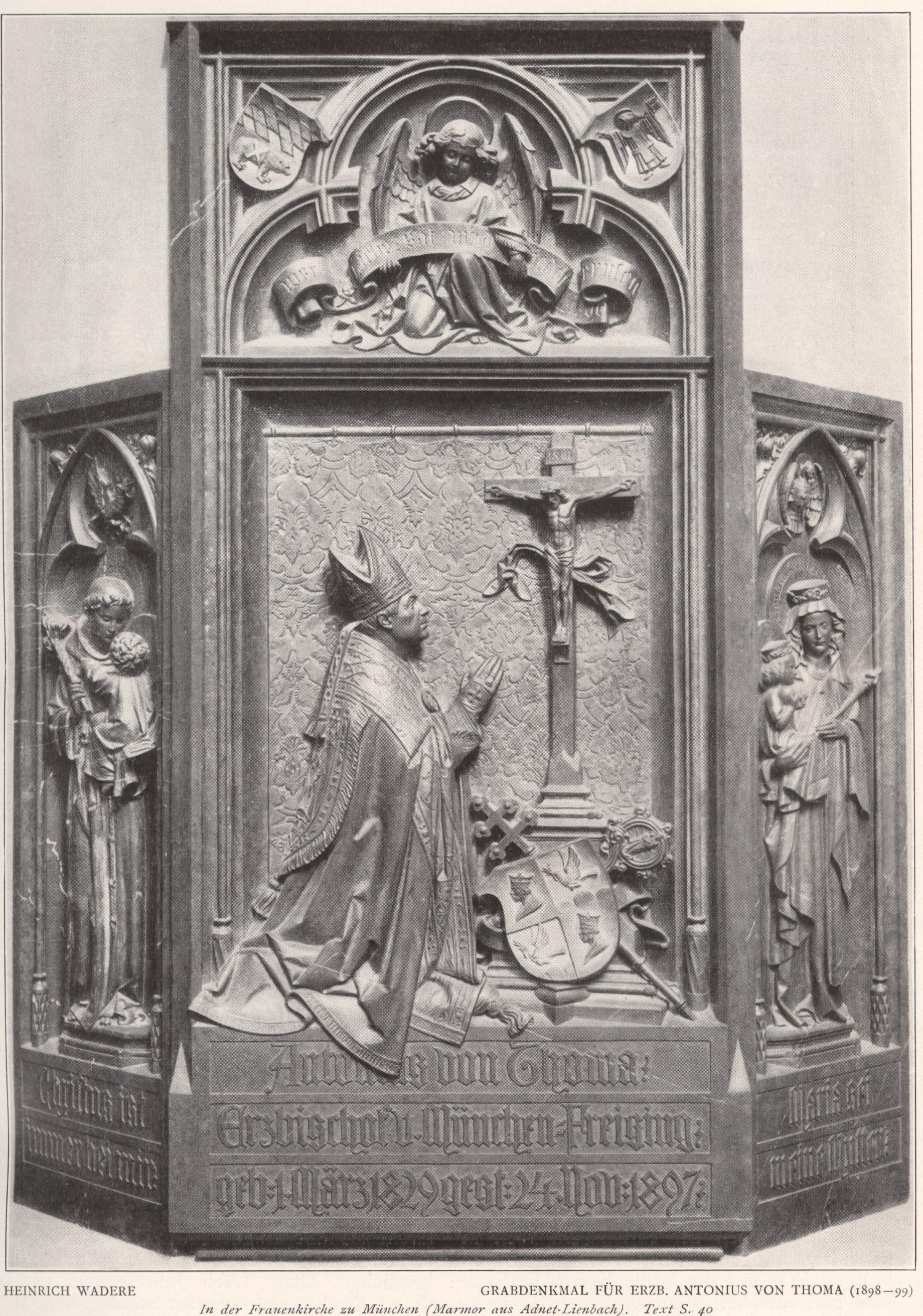
Grabmal für Erzbischof Antonius von Thoma, Frauenkirche München, 1908

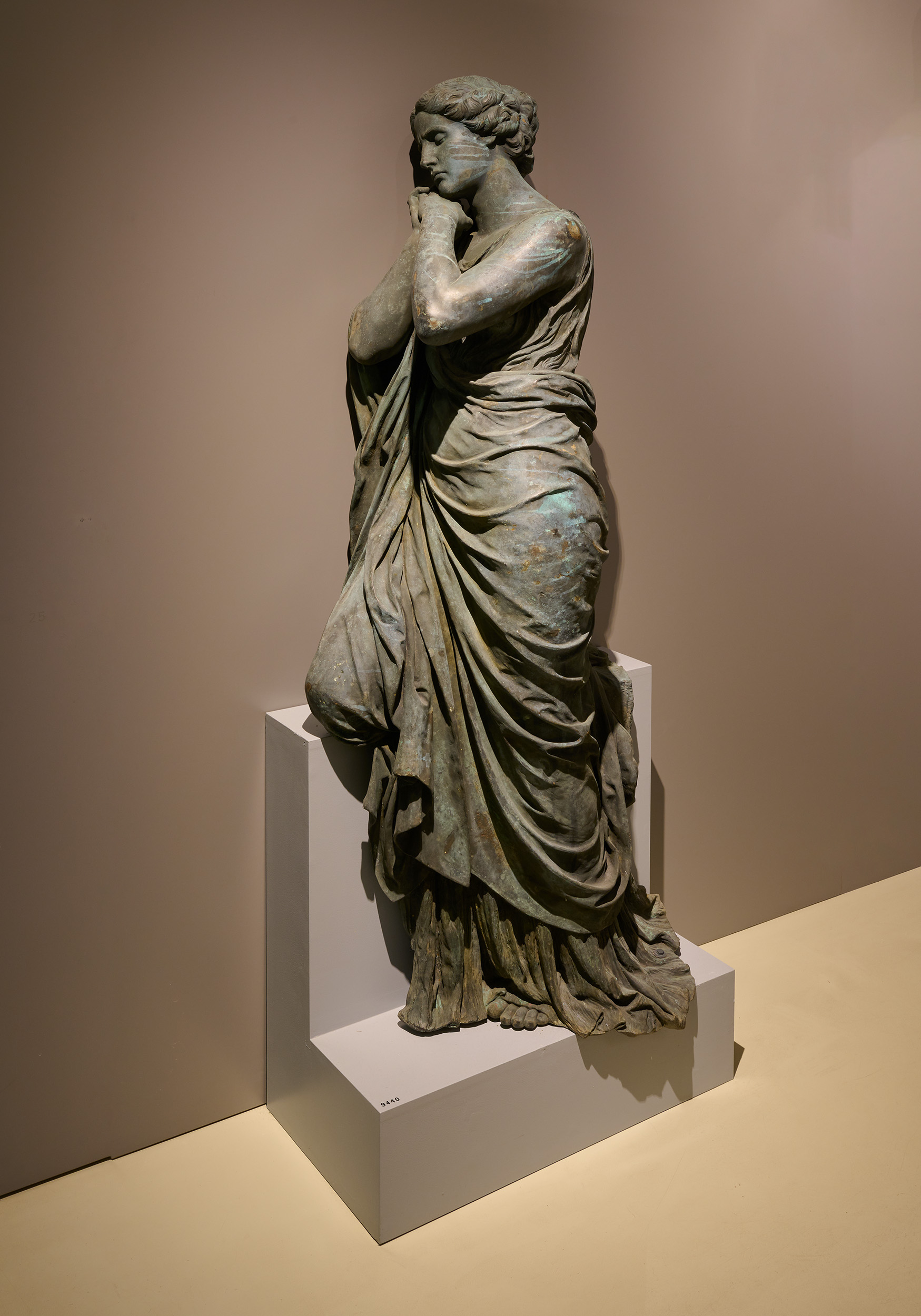
Tristitia, galvanoplastische Grabfigur vom Riensberger Friedhof in Bremen, 1906. Focke-Museum Bremen

Heinrich Maria Waderé (* 2. Juli 1865 in Colmar, Frankreich; † 27. Februar 1950 in München) war ein deutscher Bildhauer und Medailleur. Von 1900 bis 1933 lehrte er als Professor an der Kunstgewerbeschule in München.

## Leben

### Herkunft und Ausbildung
Heinrich Waderé gehörte einer Familie an, die ursprünglich aus Burgund stammte und sich 1720 in der elsässischen Stadt Colmar niedergelassen hatte. Sowohl sein Großvater als auch sein Vater waren Stuckateure. Bereits als Kind erlernte er das Handwerk. Häufig besuchte er ein Museum mit Abgüssen antiker Kunstwerke in Colmar. In seiner Heimatstadt absolvierte er auch ab 1870 eine Lehre zum Holzbildhauer bei Adolph Stein und Abendkurse an der Zeichenschule bei Xavier Bronner.
Unterstützt durch ein Staatsstipendium studierte er ab 1884 an der Akademie der Bildenden Künste München. Zu seinen Dozenten gehörte Syrius Eberle (Sakrale Bildhauerei) und Friedrich von Thiersch (Architektur). Zwischen 1884 und 1892 unternahm er Studienreisen in verschiedene Länder wie Schweiz, Frankreich und Italien, wo er sich mit Kunstwerken der Antike und Renaissance beschäftigte.

### Werkstatt und Lehrtätigkeit
1891 eröffnete Waderé eine eigene Werkstatt in München (Schillerstraße 26). Zu seinen Mitarbeitern gehörte der Bildhauer Simon Liebl. In Waderés Werkstatt entstanden fast 400 Werke, darunter sowohl sakrale Skulpturen und Plastiken als auch profane Bildnisse und kunstgewerbliche Arbeiten. Zu den Auftraggebern gehörten der Hof der Wittelsbacher, kirchliche und staatliche Institutionen sowie bürgerliche Privatpersonen.
Bei einigen Projekten arbeitete Waderé eng mit anderen Künstlern zusammen. Hierzu zählten Leonhard Romeis, Anton Hess und Fritz von Miller im sakralen sowie Richard Berndl und Anton Pruska (1846–1930) im profanen Bereich.
Von 1892 bis 1896 unterrichtete Waderé das Fach Modellieren an der Damenakademie des Münchner Künstlerinnenvereins. 1896 wurde er zum Titularprofessor ernannt. Von 1900 bis 1933 lehrte er als Professor für figürliches Modellieren an der Kunstgewerbeschule in München. Zu seinen Schülern zählten Adolf Hacker, Rudolf Henn und Hugo Meisel. Waderé hatte auch enge Verbindungen zur Schnitzerschule in Oberammergau.

### Ausstellungen und Mitgliedschaften
Waderé beschickte ab 1889 regelmäßig Ausstellungen im Münchner Glaspalast. 1906 nahm er an der Bayerischen Jubiläums-Landes-Ausstellung in Nürnberg und 1907 an der Deutschen Nationalen Kunstausstellung im Düsseldorfer Kunstpalast teil. 1908 fand eine Einzelausstellung seiner Werke im Ausstellungslokal der Deutschen Gesellschaft für christliche Kunst in München statt. Er zeigte auch Arbeiten bei Ausstellungen im Ausland (u. a. 1893 Chicago, 1894 Antwerpen, 1895 Paris, Barcelona). Für seine Beiträge wurde er vielfach ausgezeichnet.
Für die Zeit des Nationalsozialismus ist bis 1936 seine Teilnahme an vier großen Gruppenausstellungen in München sicher belegt.
Waderé war Mitbegründer der Deutschen Gesellschaft für christliche Kunst. Er gehörte dem Vorstand der Münchner Künstlergenossenschaft und des Künstlerischen Sachverständigenvereins für Bayern an. Ab 1901 war er Ehrenmitglied der katholischen Studentenverbindung KDStV Aenania München. 

### Letzte Jahre und Tod
1943 floh Waderé mit seiner Ehefrau Magdalena, geb. Mahler (1857–1948), ins Elsass. Nach Ende des Zweiten Weltkriegs kehrte er wieder nach München zurück, seine dortige Wohnung war jedoch durch Bomben zerstört worden. Die letzte gemeinsame Lebenszeit verbrachte das Ehepaar in einem Altersheim in Ramersdorf. Waderé starb 1950 im Alter von 84 Jahren. Er wurde im Familiengrab auf dem Alten Teil des Waldfriedhofs in München bestattet. Von ihm stammt die an seinem Grab befindliche Bronzestatue Rosa Mystica.
Ein Großteil des Nachlasses von Heinrich Waderé ging im Zweiten Weltkrieg durch Bombardierung und Plünderung verloren. Die erhaltenen Teile übergab seine Familie ab dem Jahr 2000 schrittweise dem Stadtarchiv München und weiteren Münchner Institutionen.

## Werk
Waderé schuf zahlreiche bauplastische Arbeiten, Grabmäler, Kriegerdenkmäler, Brunnen, Porträt-Medaillen und figürliche Einzelplastiken. Er legte Wert auf die Zweckgebundenheit seines Schaffens und strebte eine enge Verbundenheit von Plastik und Architektur an.
Waderé grenzte sich mit seinen Werken und kunsttheoretischen Beiträgen von Adolf von Hildebrand ab und etablierte sich als „zentrale Künstlerpersönlichkeit des Historismus“. Insbesondere erlangte er als Erneuerer der christlichen Kunst Bedeutung. Sein Frühwerk (u. a. Marmorstatue Rosa Mystica 1893) zeigt Einflüsse von Vertretern der italienischen Frührenaissance wie Luca della Robbia, aber auch zeitgenössischer Meister Italiens. Bei der Ausstattung der Münchner Pfarrkirche St. Benno (1892–1895), knüpfte er an romanische und frühgotische Stilformen an, entwickelte diese weiter und passte sie den örtlichen Gegebenheiten der Kirche an, die sich um die Jahrhundertwende zu einem Vorzeigeobjekt für sakrale Neubauten entwickelte. Vergleiche von Medaillen aus den Jahren 1906 und 1927 dokumentieren mit ihren unterschiedlichen Körper- und Bewegungsdarstellungen Waderés Abkehr vom neoklassizistischen Stil.
Werke (Auswahl)
- 1892–1895: Tabernakelkreuz, Altarleuchter, Reliefs für St. Benno, München (mit Leonhard Romeis und Rudolf Harrach), auch Skulpturen (1896–1906) ebenda
- 1893: Rosa Mystica, Marmor, Jung-St.-Peter-Kirche, Straßburg
- 1895: Statuette der Pallas Athene mit Nike (Entwurf, ausgeführt von Ferdinand von Miller), Auftragsarbeit für die Allgemeine Deutsche Kunstgenossenschaft, Geschenk für Otto von Bismarck zum 80. Geburtstag (Bismarck-Museum Friedrichsruh)
- 1897: Skulpturen am Ostportal der Ursula-Kirche in München[8]
- 1897: Portalfiguren Justizpalast München
- 1901: Attikafiguren über dem Portikus des Prinzregententheaters München
- 1903: Tristitia, Grabfigur vom Riensberger Friedhof, um 1906, Galvanoplastik, Focke-Museum Bremen.
- 1908: Grabmal für Erzbischof Antonius von Thoma, Frauenkirche München
- 1911: Kriegerdenkmal Eichstätt[9]
- 1913: Richard-Wagner-Denkmal, München
- um 1916: zwei allegorische Figuren Kraft und Licht am Hauptportal des Verwaltungsgebäudes für die Rheinische Elektrizitäts-AG in Mannheim, Augustaanlage 32[10]
- 1919: Verfassungsdenkmünze der Weimarer Nationalversammlung
- 1923: Kriegerdenkmal Freising